# STS-42
STS-42, voluit Space Transportation System-42, was een spaceshuttlemissie van de Discovery. Tijdens de missie werd er onderzoek gedaan in de International Microgravity Laboratory (IML-1), een aangepaste Spacelab module. 

## Bemanning
| Positie            | Lancering                      | Landing                        |                                |
| ------------------ | ------------------------------ | ------------------------------ | ------------------------------ |
| Bevelhebber        | Ronald Grabe 3e ruimtevlucht   | Ronald Grabe 3e ruimtevlucht   |                                |
| Piloot             | Stephen Oswald 1e ruimtevlucht | Stephen Oswald 1e ruimtevlucht |                                |
| Missiespecialist 1 | Norman Thagard 4e ruimtevlucht | Norman Thagard 4e ruimtevlucht |                                |
| Missiespecialist 2 | William Readdy 1e ruimtevlucht | William Readdy 1e ruimtevlucht | William Readdy 1e ruimtevlucht |
| Missiespecialist 3 | David Hilmers 4e ruimtevlucht  | David Hilmers 4e ruimtevlucht  | David Hilmers 4e ruimtevlucht  |
| Ladingspecialist 1 | Roberta Bondar 1e ruimtevlucht | Roberta Bondar 1e ruimtevlucht | Roberta Bondar 1e ruimtevlucht |
| Ladingspecialist 2 | Ulf Merbold 2e ruimtevlucht    | Ulf Merbold 2e ruimtevlucht    | Ulf Merbold 2e ruimtevlucht    |

## Media

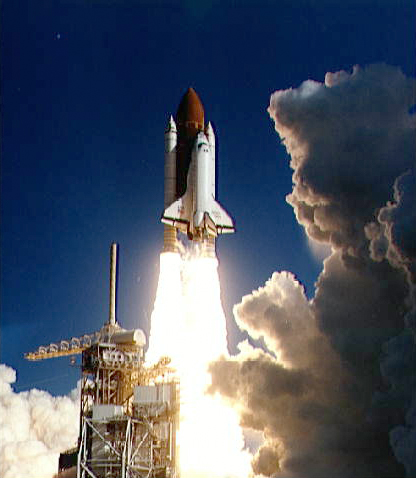
Lancering
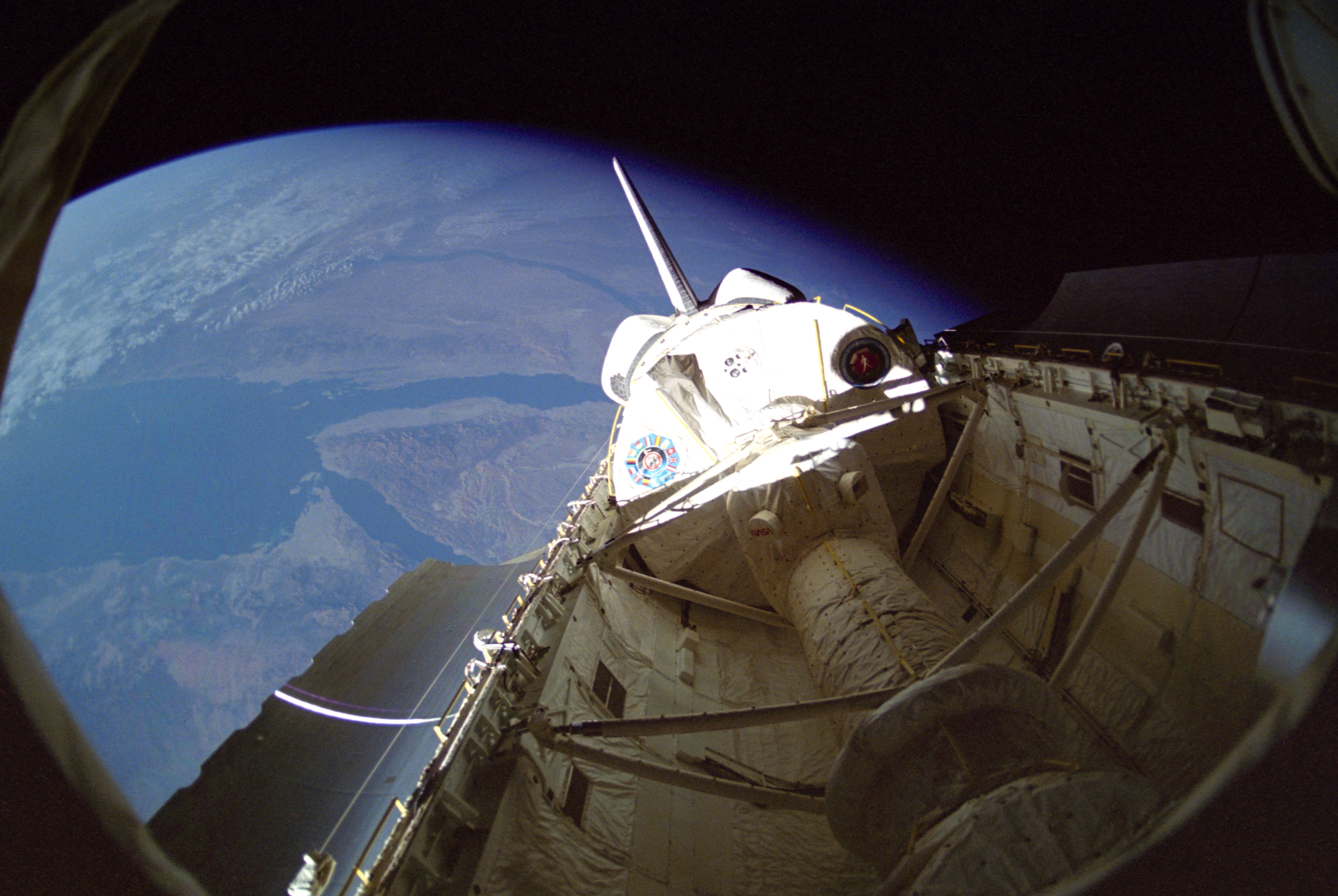
IML-1 aan boord van de Discovery